# Dankeskirche (Kiel-Holtenau)
Die Dankeskirche ist eine evangelische Kirche in Kiel-Holtenau. Sie gehört zum Kirchenkreis Altholstein der Evangelisch-Lutherischen Kirche in Norddeutschland und ist aus geschichtlichen, künstlerischen und städtebaulichen Gründen in die Denkmalliste der Stadt Kiel eingetragen.

## Geschichte
Die Geschichte der Kirche ist eng mit der des Nord-Ostsee-Kanals verbunden. Während der Bauzeit des Kanals betreute ein „Kanalbaracken-Geistlicher“ die auf der Baustelle Beschäftigten; im Juni 1895 wurde dann die Kirchengemeinde Holtenau gegründet. Die Gemeinde setzte sich aus den damals 1.520 evangelischen Einwohnern von Dorf, Holtenau, der Gutsbezirke Knoop, Stift und Projensdorf sowie des ehemaligen Eckernförder-Kanal-Gutsbezirkes zusammen, die zuvor zur Kirchengemeinde Dänischenhagen gehört hatten. Als Ausdruck der Dankbarkeit für die Vollendung des damals noch Kaiser-Wilhelm-Kanal genannten Großprojektes bewilligte Kaiser Wilhelm II. im Juni 1895 ein „Gnadengeschenk“ von 48.000 Mark für den Bau der Dankeskirche und später noch einmal 15.000 Mark. Die Kirche sollte auch aus Überschüssen des Kanalbaus und aus freiwilligen Beiträgen der Kanalbau-Unternehmer finanziert werden: Allein die Firma Förster und Cordes aus Holtenau sammelte mehr als 30.000 Mark.
Die Bauskizzen wurden vom preußischen Ministerium der öffentlichen Arbeiten erstellt und von Adler und Ernst Ehrhardt unterzeichnet. Die Pläne entsprachen dem Eisenacher Regulativ von 1861, das neugotische, geostete Kirchenneubauten empfahl. Die Kirche wurde auf dem Hügel östlich des Kanalausgangs errichtet. Bei der Grundsteinlegung am 4. Oktober 1896 waren u. a. Prinz Heinrich von Preußen, seine Frau Irene von Hessen-Darmstadt, der preußische Kultusminister Robert Bosse, der ausführende Baumeister Lebrecht von Winterfeld und Konrektor Leo August Pochhammer von der Universität Kiel anwesend. Vonseiten der nahegelegenen Festung Friedrichsort wurde Einspruch gegen die Errichtung des 52 Meter hohen Turmes erhoben, die Erlaubnis zum Bau des Turmes wurde dann unter der Bedingung erteilt, dass er nur mit Genehmigung des Stationskommandos bestiegen werden dürfe. Die Kirche wurde am 3. Oktober 1897 eingeweiht; wiederum waren Heinrich von Preußen, Irene von Hessen-Darmstadt und Kultusminister Robert Bosse zugegen, Hans Koester, Chef des Kommandos der Marinestation der Ostsee, vertrat das Militär.
Seit 1927 befand sich nördlich der Kirche ein Flugplatz. Da der Flugplatz ausgebaut werden sollte, wurde der 52 Meter hohe neugotische Turm 1935 „zur Sicherheit der Flieger“ auf Anordnung des Luftkreiskommandos abgetragen und stattdessen der heutige gedrungene, mit 26 Metern nur noch halb so hohe Turm nach Plänen von Ernst Prinz errichtet. Während der Luftangriffe auf Kiel diente der massive Turm als Luftschutzraum. Nach dem Krieg war die Dankeskirche die einzige nutzbare Kirche in Kiel, die britische Armee nutzte sie für Gottesdienste mit. Später hielt auch das norwegische Militär hier Gottesdienste ab.

## Ausstattung

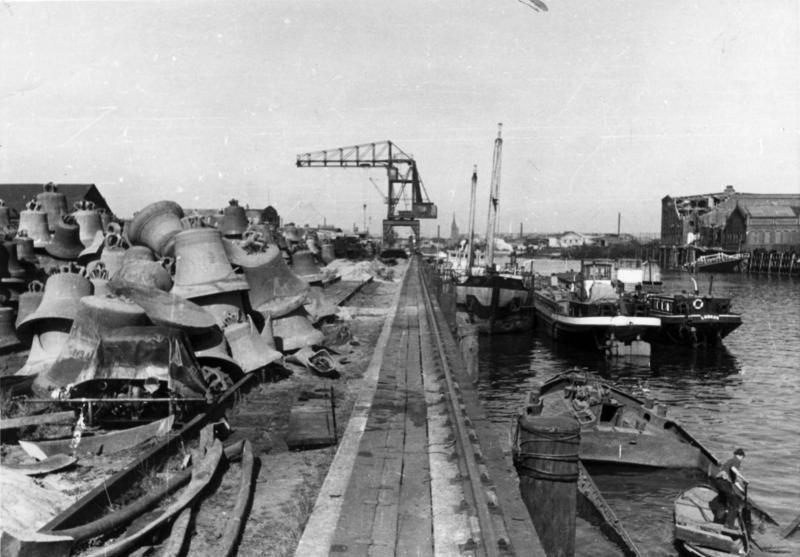
„Glockenfriedhof“ im Hamburger Freihafen (1947), von dort gelangte die Glocke von 1518 in die Dankeskirche

### Altar
Der neugotische Altar wurde 1936 durch die Skulpturengruppe Volk unterm Kreuz von Otto Flath ersetzt. Diese befindet sich heute auf der südlichen Empore, während der Altaraufsatz von 1897 wieder auf seinen ursprünglichen Platz im Altarraum zurückgekehrt ist.

### Fenster
Das ursprüngliche Fenster über dem Altar zum Thema Auferstehung wurde 1940 durch eine Luftmine zerstört. Anlässlich des 100-jährigen Jubiläums der Kirche schuf Hans Gottfried von Stockhausen das neue Fenster mit dem Titel Ostermorgen.

### Messingleuchter
Die Messingleuchter mussten im Zweiten Weltkrieg abgegeben werden. Als Ersatz wurden nach dem Krieg zwei große Leuchter aus Steuerrädern aufgehängt, die seit dem Einbau einer moderneren Beleuchtung keine Lampen mehr tragen. Die Schiffsmodelle sind Spenden von Seeleuten.

### Orgel
Die ursprüngliche Orgel wurde von der Firma P. Furtwängler und Hammer aus Hannover gebaut. 1989 wurde die heutige Orgel mit 26 Registern von der Werkstatt von Théo Haerpfer aus Boulay (Lothringen) gebaut. Zur Einweihung der neuen Orgel fand ein Konzert mit Marie-Claire Alain statt.

### Glocken
Anstelle der ursprünglichen Stahlglocken wurden 1933 drei Glocken aus Bronze eingeweiht; im Zweiten Weltkrieg mussten zwei  davon abgegeben werden und wurden eingeschmolzen. Die kleinste Glocke mit dem Schlagton c″ verblieb in der Kirche. Die älteste der heutigen vier Glocken, die 1518 gegossen worden war, hing bis zum Zweiten Weltkrieg in der evangelischen Kirche im Dorf Fürstenau (heute: Książ Śląski) bei Freystadt in Schlesien. Auch sie sollte eingeschmolzen werden und landete auf dem „Glockenfriedhof“ im Hamburger Freihafen, von wo aus sie nach Holtenau gelangte. Sie hat den Schlagton e′. 1972 erhielt die Kirche eine zusätzliche Glocke mit dem Ton a′. Zum 75-jährigen Jubiläum bekam die Dankeskirche die vierte Glocke gespendet. Sie hat den Schlagton g′. So ergab sich das heutige Geläut:
| Nr. | Nominal | Gewicht (kg) | Gießer                       | Gussjahr |
| --- | ------- | ------------ | ---------------------------- | -------- |
| 1   | e¹+5    | 1.033        | unbekannt                    | 1518     |
| 2   | g¹+4    |              | Glockengießerei Rincker/Sinn | 1956     |
| 3   | a¹+4    | 390          | Glockengießerei Rincker/Sinn | 1972     |
| 4   | c²+4    |              | M & O Ohlsson, Lübeck        | 1938     |

## Abbildungen

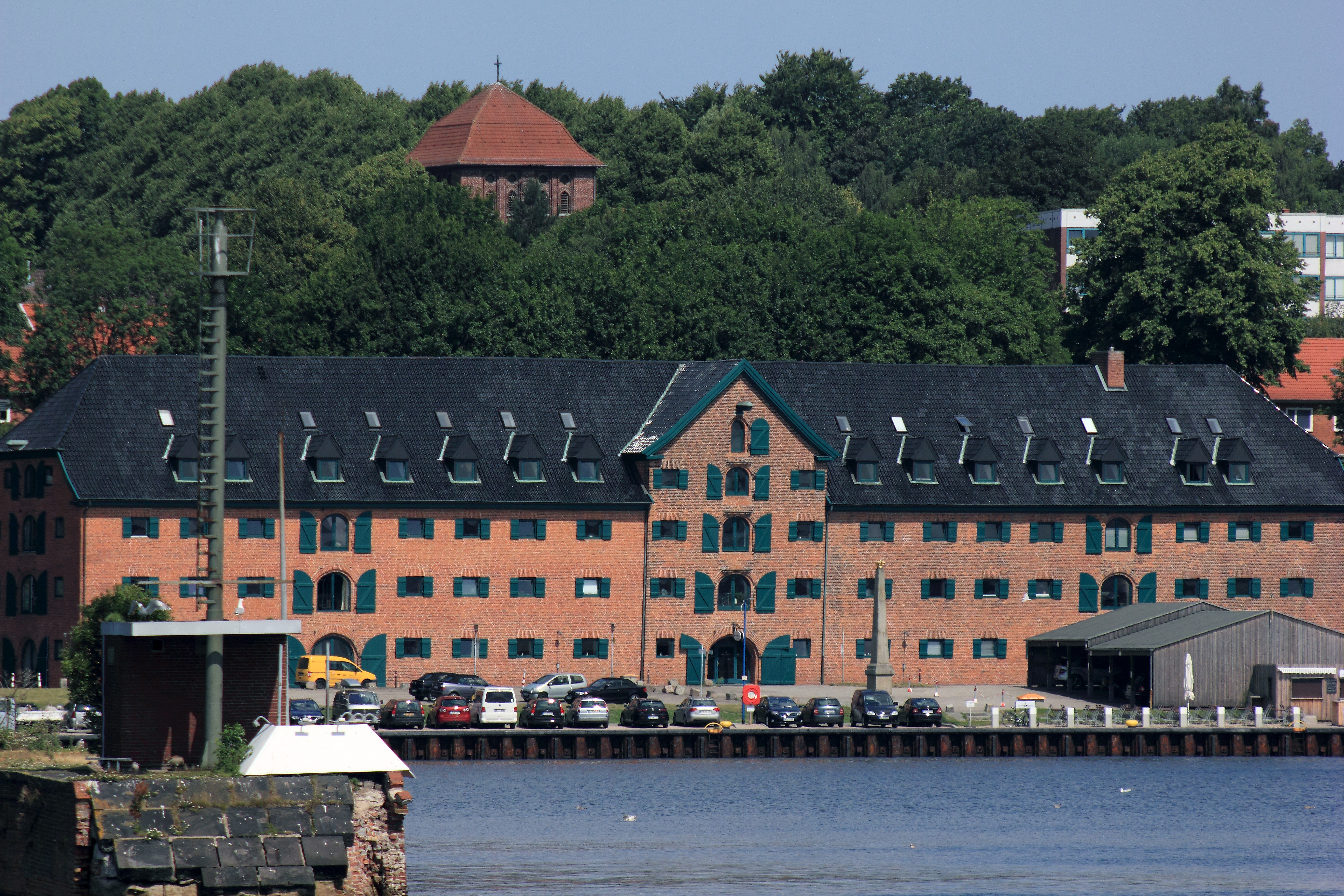
Turm der Dankeskirche hinter dem Kanalpackhaus des Eider-Kanals, 2015
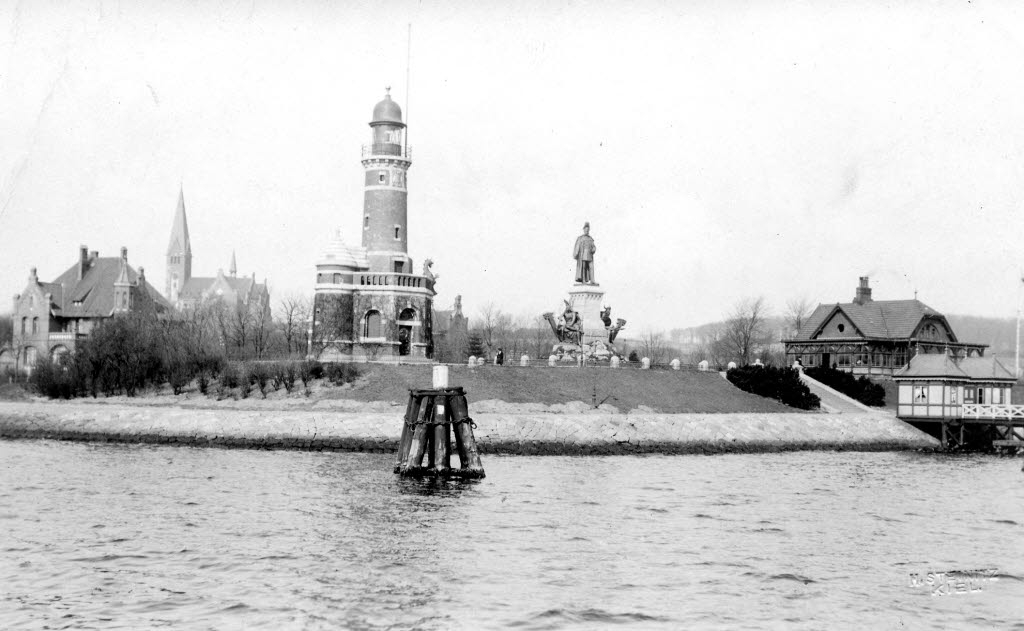
Die Dankeskirche mit dem neugotischen Kirchturm im Hintergrund, ca. 1910. Im Vordergrund von links nach rechts: Kanaldienstgebäude, Leuchtturm Holtenau, Kaiser-Wilhelm-Denkmal, Wartehalle für die Lotsen.
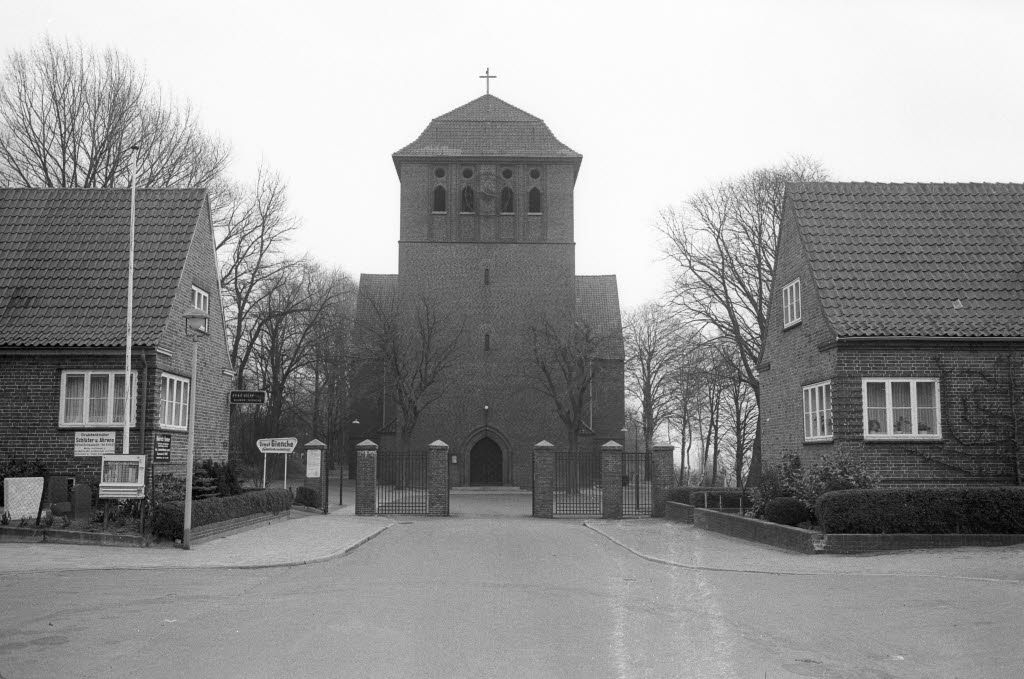
Westansicht, 1972
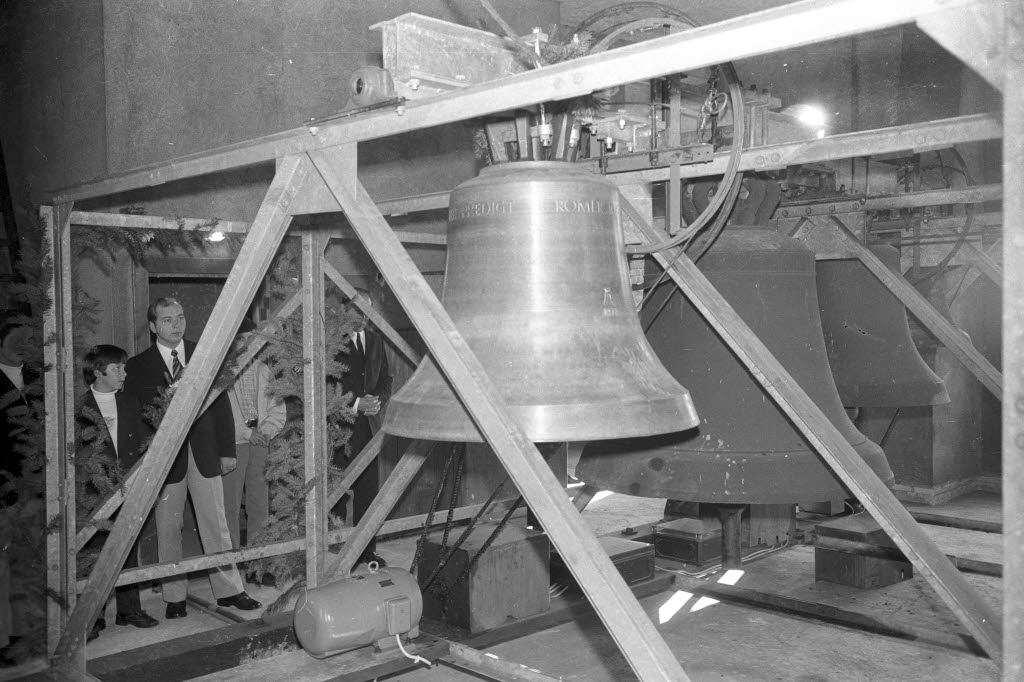
Neue Glocke zum 75-jährigen Bestehen der Kirche, 1972
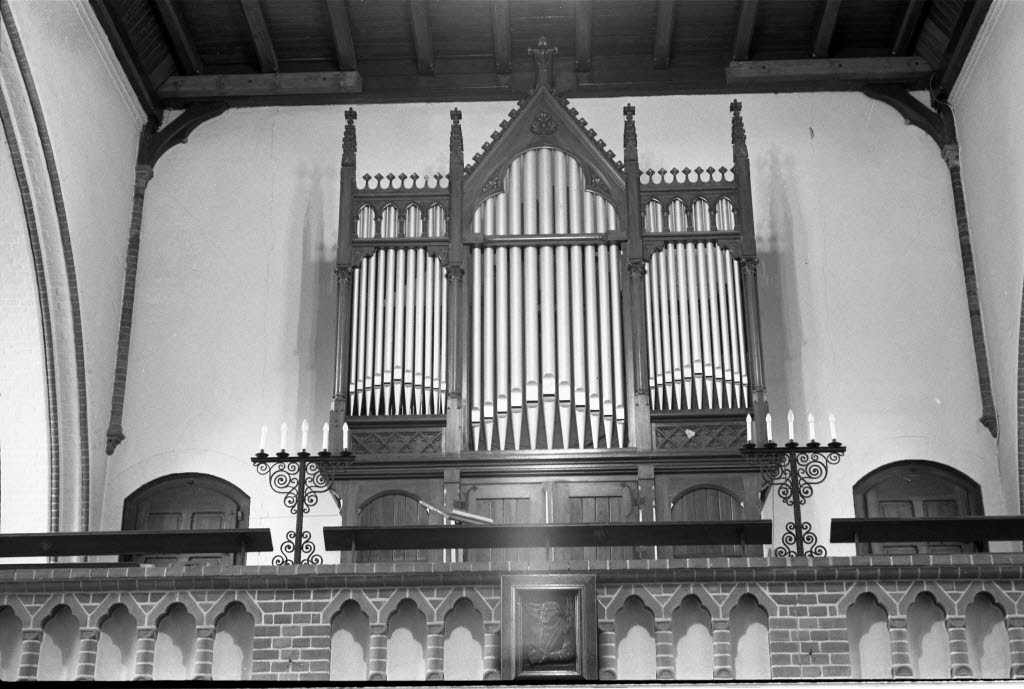
Orgel, 1963